# 楚攻随之战
楚攻随之战發生於前7世纪前半期，楚国率军进攻随国（今湖北省随州市），将随国变成了自己的属国。
春秋早期，楚国是江汉流域实力最强的国家，随国位于楚国东北方。前706年（周桓王十四年、鲁桓公六年、楚武王三十五年），楚武王亲率大军，屯兵于瑕。迫于楚之压力，随国与之结盟。前704年（周桓王十六年、鲁桓公八年、楚武王三十七年）夏天，楚国邀请汉东诸国到沈鹿（今湖北省钟祥市东）会盟，只有随国未到盟会。楚国在速杞之戰大败随国，屈从于楚。前701年（周桓王十九年、鲁桓公十一年、楚武王四十年），郧国联合随国、绞国、州国、蓼国将要叛楚，楚国蒲骚之戰，大败郧国。前690年（周庄王七年、鲁庄公四年、楚武王五十一年）春，周庄王召见随侯，对其听命于楚的行为表示不满、三月，楚武王以惩罚随侯赴周为由，亲率楚军攻随。楚军过汉水，武王病卒于军中，楚令尹鬬祁、莫敖屈重秘不发丧，率军继续前进兵临随都。因楚军实力强大，随侯向楚求和。屈重与随侯订立城下之盟后退兵。前640年（周襄王十二年、鲁僖公二十年、楚成王三十二年）冬，臣服楚国五十年的随国联合汉水以东其他小诸侯国叛楚。楚成王派令尹子文领兵攻随，迫使随国请和。